# René Dereuddre
René Dereuddre (22. juni 1930 – 16. april 2008) var en fransk fodboldspiller og -træner, der spillede som midtbanespiller. Han spillede for adskillige franske klubber, og opnåede desuden seks kampe for det franske landshold. Han var med på det franske hold ved VM i 1954 i Schweiz.
Dereuddre var efter sit karrierestop i en årrække træner for Le Mans.